# Ochetorhynchus melanurus
Az Ochetorhynchus  melanurus vagy Ochetorhynchus  melanura a madarak (Aves) osztályának verébalakúak (Passeriformes) rendjébe és a fazekasmadár-félék (Furnariidae) családjába tartozó faj.

## Rendszerezése
A fajt George Robert Gray angol zoológus írta le 1846-ban, az Enicornis nembe Enicornis melanura néven. jelenlegi besorolása vitatott, egyes rendszerezők szerint a Chilia nem egyetlen faja Chilia melanura néven.

## Előfordulása
Dél-Amerika délnyugati részén, Chile területén honos. Természetes élőhelyei a szubtrópusi és trópusi magaslati cserjések, sziklás környezetben. Magaslati vonuló.

## Megjelenése
Testhossza 19 centiméter, testtömege 31-40 gramm.

## Természetvédelmi helyzete
Az elterjedési területe nem nagy, egyedszáma viszont stabil. A Természetvédelmi Világszövetség Vörös listáján nem fenyegetett fajként szerepel.